# Saison 2022-2023 de l'Olympique lyonnais
Maillots
Dernière mise à jour : 24 avril 2023.
Chronologie
Saison précédente Saison suivante
La saison 2022-2023 de l'Olympique lyonnais est la 73e saison de l'histoire du club, et la 34e consécutive en Ligue 1.

## Préparation d'avant-saison
Les joueurs de l'Olympique lyonnais effectuent leur reprise le 2 juillet.

### Matchs amicaux
L'OL dispute ses premiers matchs amicaux en région lyonnaise, d'abord face à Bourg-en-Bresse Péronnas puis à l'occasion de deux matchs disputés le même jour contre le Dynamo Kiev. Après un autre double match en Belgique face à Anderlecht, deux matchs seront disputés lors d'une tournée aux Pays-Bas, contre Willem II et le Feyenoord Rotterdam. Pour achever sa préparation, Lyon se déplacera en Italie pour y affronter l'Inter Milan.
Pour le premier match de préparation, Peter Bosz convoque un groupe de 28 joueurs, sans Corentin Tolisso, blessé au mollet. Face à Bourg-en-Bresse, pensionnaire de National, c'est Alexandre Lacazette qui ouvre le score dès la 7e minute de jeu, en reprenant un ballon repoussé par le gardien. En seconde période, Houssem Aouar double la mise, à l'affut après un ballon mal renvoyé par la défense bressane, puis Moussa Dembélé débloque son compteur sur corner, avant que jeune Irvyn Lomami inscrive en solitaire son premier but avec l'équipe première. En fin de match, Amine El Ouazzani inscrit un doublé qui porte le score à 4-2 pour l'OL,.
L'Olympique lyonnais joue par la suite deux matchs à trois heures d'intervalle face au Dynamo Kiev. Dans le contexte de l'invasion de l'Ukraine par la Russie, cette opposition est présentée comme un Match pour la Paix. Corentin Tolisso est toujours au repos, tandis que Maxence Caqueret, Rayan Cherki, Jérôme Boateng et Damien Da Silva ne font pas non plus partie du groupe,. En première période du premier match, à la suite d'une faute de Rémy Riou, Vladyslav Vanat voit son penalty échouer sur le poteau, avant que Denys Antyukh n'ouvre le score sur un bon service de Denys Harmash, qui a profité d'une approximation de Cenk Özkaçar. En seconde période, Vladyslav Soupriaha double la mise depuis l'extérieur de la surface, avec l'aide du poteau. À l'heure de jeu, Mohamed El Arouch réduit de l'écart d'une frappe depuis l'extérieur de la surface. En fin de match, Vikentiy Voloshyn clôt le succès ukrainien d'une frappe en pivot à l'entrée des 16 mètres 50 lyonnais. 
Pour le second match face au Dynamo, les Lyonnais prennent leur revanche. C'est d'abord Castello Lukeba qui ouvre le score de la tête après un corner en début de deuxième mi-temps. Alors que Peter Bosz décide de faire rentrer les jeunes à moins d'une demi-heure du terme, ces derniers vont inscrire deux buts : Philippe Boueye marque d'une frappe de longue distance puis Sekou Lega est à la conclusion d'un mouvement collectif de haute volée. 
Le premier match face à Anderlecht voit l'OL composer une équipe avec des joueurs expérimentés et des jeunes. Ce sont les Mauves qui ouvrent le score par Antoine Colassin, avant que Moussa Dembélé n'égalise à la réception d'un centre de Bonnet. Rayan Cherki marque le troisième but du match en seconde période, puis Lucas Stassin égalise, et c'est finalement les Lyonnais remportent le match grâce à un but d'une frappe lointaine de Sofiane Augarreau. 
En vue du match de gala face à Anderlecht, Peter Bosz compose un onze proche de l'équipe type. Dès la deuxième minute de jeu, Lior Refaelov ouvre le score. En seconde période, les Lyonnais concèdent deux autres buts, d'abord par Sebastiano Esposito sur corner puis par Francis Amuzu. 
Durant le stage aux Pays-Bas, les Lyonnais jouent un premier match face à Willem II, une formation de deuxième division néerlandaise. Mené après l'ouverture du score sur corner, l'OL concède deux autres buts en moins de dix minutes à la suite d'erreurs défensives de Pollersbeck et Da Silva. En seconde mi-temps, les Néerlandais marquent deux nouveaux buts pour sceller une victoire 5-0. 
Le lendemain de la cuisante défaite face à Willem II, les Gones rencontrent le Feyenoord Rotterdam avec une équipe composée de joueurs destinés à être titulaires lors de la saison à venir. Alexandre Lacazette ouvre le score à la demi-heure de jeu d'une frappe lointaine, puis Jeff Reine-Adélaïde double la mise peu avant la mi-temps à la suite d'une déviation de Mendes sur corner. L'Olympique lyonnais retrouve alors de la confiance à l'issue de cette victoire 2-0. 
Pour son ultime match amical, l'OL rencontre l'Inter Milan à Cesena. Alexandre Lacazette ouvre le score de la tête à la suite d'un mouvement collectif, tandis que Gusto trouve le poteau en fin de première période. Entré à la pause, Rayan Cherki double la mise de près après que le ballon au touché le poteau. Totuefois, Romelu Lukaku, de la tête sur un centre de Dimarco, puis de Nicolò Barella, d'un ballon piqué, permettent aux Interistes d'égaliser. Malgré la barre transversale trouvée par Dembélé, le score en restera à deux partout, un résultat considéré comme positif en raison de l'état d'esprit affiché par l'équipe face au vice-champion d'Italie.  

## Transferts

### Mercato d'été
Le 24 mai 2022, l'Olympique lyonnais officialise sa première recrue de la saison, le gardien Rémy Riou, libre de tout contrat et qui s'engage pour deux saisons. Il avait auparavant évolué à l'OL entre 2005 et 2007 sans toutefois disputer de match avec l’équipe première.
Le 9 juin, le club annonce le retour d'Alexandre Lacazette, qui signe un contrat de trois saisons cinq années après son départ.
Le 22 juin, l'arrivée de Johann Lepenant est officialisée. Le jeune milieu, en provenance du SM Caen, s'engage pour cinq saisons contre 4,25 millions d'euros auquel pourront s'ajouter 2,5 millions de bonus, ainsi qu’un intéressement de 10% sur une éventuelle plus-value future.
Le 1er juillet, le club officialise le retour de Corentin Tolisso, qui était lui aussi parti il y a cinq saisons, et qui paraphe un contrat de cinq ans.
Le même jour, Tetê voit son prêt à l'OL prolongé d'une saison, après avoir passé les six derniers mois au club, durant lesquels il a inscrit deux buts et cinq passes décisives en onze matchs.
En provenance du centre de formation, les jeunes Yannis Lagha et Irvyn Lomami signent leur premier contrat professionnel, qui court pour les deux joueurs jusqu'en 2025,. Noam Bonnet signe lui aussi un contrat professionnel, d'une durée d'une saison. Chaïm El Djebali signe aussi un contrat pro courant jusqu'en 2025. Le jeune marocain Achraf Laaziri, en provenance du club partenaire du FUS Rabat, s'engage pour quatre saisons en faveur du club.
À propos du staff, l'ancien attaquant de l'OL Ludovic Giuly fait son retour au club en qualité d'entraîneur des attaquants.
Du côté des prolongations de contrat, Maxence Caqueret prolonge jusqu'en 2026, tandis qu'Anthony Lopes, Thiago Mendes et Mohamed El Arouch voient leurs contrats prolongés jusqu'en 2025. L’entraineur des gardiens Rémy Vercoutre prolonge jusqu'en 2024. Rayan Cherki voit son bail étendu jusqu'en 2024, avec une saison supplémentaire en option.
Le 23 juillet, l'OL annonce l'arrivée de Nicolás Tagliafico, international argentin en provenance de l'Ajax Amsterdam acquis pour la somme de 4,25 millions d'euros.
Le 4 août, le jeune Lenny Pintor (21 ans) quitte le club en direction de l'AS Saint-Étienne dans un transfert gratuit avec un pourcentage de 30 % en cas de plus-value.
Du côté des départs, le capitaine de la saison précédente, Léo Dubois rejoint Galatasaray contre 2,5 M€, auquel pourront s’ajouter 1 M€ de bonus, ainsi qu’un intéressement de 10 % sur une éventuelle plus-value future. Les jeunes Abdoulaye Ndiaye et Habib Keïta sont prêtés pour une saison sans option d'achat, respectivement au SC Bastia et au KV Courtrai. Yahya Soumaré est quant à lui prêté avec option d'achat à Bourg-Péronnas. À deux jours de la fin du mercato, Lucas Paquetá est vendu à West Ham contre 61,63 M€ dont 18,68 M€ de bonus étalés sur les 5 années de contrat du joueur, et auquel pourra s’ajouter un intéressement complémentaire de 10 % sur une éventuelle plus-value. Son ancien club, l'AC Milan, récupère 15 % de la plus-value conformément à ce qui a été conclu lors de l'arrivée du joueur à Lyon en 2020. Le lendemain, Youssouf Koné est prêté sans option d'achat à l'AC Ajaccio.

### Changement d’entraîneur et staff du 9 octobre 2022
Le 9 octobre 2022, Peter Bosz est mis à pied à titre conservatoire en raison des mauvais résultats lyonnais (4 défaites et 1 match nul sur les 5 derniers matchs). Il est remplacé par Laurent Blanc. De plus, l'entraîneur adjoint Rob Maas ainsi que le préparateur physique Terry Peters sont aussi écartés, et Laurent Blanc arrive avec Franck Passi comme adjoint et Philippe Lambert comme préparateur physique.

## Effectif

### Joueurs prêtés
Le tableau suivant liste les joueurs en prêts pour la saison 2022-2023.

### Joueurs réservistes
Le tableau suivant liste les joueurs de l'équipe réserve évoluant au sein du club pour la saison 2022-2023. Les noms en gras indiquent les joueurs ayant déjà été convoqués en équipe première.

## Compétitions

### Championnat de France
La Ligue 1 2022-2023 est la quatre-vingt-cinquième édition du championnat de France de football et la vingt-et-unième sous l'appellation Ligue 1. Il s'agit de la troisième saison consécutive où la Ligue 1 a pour sponsor principal la plateforme de livraison de repas à domicile Uber Eats, donnant l'appellation Ligue 1 Uber Eats depuis 2020. La division oppose vingt clubs en une série de trente-huit rencontres, chaque club se rencontrant à deux reprises. Les meilleurs de ce championnat se qualifient pour les coupes d'Europe. Le premier et le deuxième sont qualifiés pour les phases de groupe de la Ligue des Champions, tandis que le troisième disputera le troisième tour de qualification de cette compétition. Le quatrième, au même titre que le vainqueur de la Coupe de France 2022-2023, sera qualifié pour les phases de groupe de la Ligue Europa. Depuis la saison 2020-2021, le cinquième de Ligue 1 disputera les barrages de la Ligue Europa Conférence, troisième compétition européenne qui voit le jour en 2021.
Cette saison, le Championnat de France commencera le vendredi 5 août 2022 et se terminera le samedi 3 juin 2023. Une pause aura lieu du dimanche 13 novembre 2022 au mercredi 28 décembre 2022 en raison de la Coupe du monde 2022 au Qatar. 
Le calendrier de la saison de Ligue 1 est dévoilé le 17 juin. L'OL débutera sa saison par la réception du promu Ajaccio et se terminera par un déplacement à Nice. 

#### Classement
| Rang | Équipe             | Pts | J  | G  | N  | P  | Bp | Bc | Diff | Qualification ou relégation                                   |
| ---- | ------------------ | --- | -- | -- | -- | -- | -- | -- | ---- | ------------------------------------------------------------- |
| 5    | LOSC Lille         | 67  | 38 | 19 | 10 | 9  | 65 | 44 | +21  | Qualification pour les barrages de la Ligue Europa Conférence |
| 6    | AS Monaco          | 65  | 38 | 19 | 8  | 11 | 70 | 58 | +12  |                                                               |
| 7    | Olympique lyonnais | 62  | 38 | 18 | 8  | 12 | 65 | 47 | +18  |                                                               |
| 8    | Clermont Foot 63   | 59  | 38 | 17 | 8  | 13 | 45 | 49 | −4   |                                                               |
| 9    | OGC Nice           | 58  | 38 | 15 | 13 | 10 | 48 | 37 | +11  |                                                               |

#### Évolution du classement et des résultats
Phase aller :
| Journée           | 1 | 2 | 3 | 4    | 5   | 6   | 2    | 7    | 8    | 9    | 10  | 11   | 12   | 13   | 14   | 15  | 16  | 17   | 18   | 19   |
| ----------------- | - | - | - | ---- | --- | --- | ---- | ---- | ---- | ---- | --- | ---- | ---- | ---- | ---- | --- | --- | ---- | ---- | ---- |
| Rang              | 7 | 7 | 4 | 4    | 4   | 4   | 4    | 5    | 6    | 7    | 9   | 10   | 8    | 8    | 8    | 8   | 8   | 8    | 8    | 9    |
| Résultat          | V | R | V | N    | V   | V   | D    | D    | D    | D    | N   | D    | V    | V    | D    | N   | V   | D    | N    | D    |
| Terrain           | D | E | D | E    | D   | D   | E    | E    | D    | E    | D   | E    | E    | D    | E    | D   | E   | D    | E    | D    |
| Points            | 3 | - | 6 | 7    | 10  | 13  | 13   | 13   | 13   | 13   | 14  | 14   | 17   | 20   | 20   | 21  | 24  | 24   | 25   | 25   |
| Moy. points/match | 3 | - | 3 | 2,33 | 2,5 | 2,6 | 2,17 | 1,86 | 1,63 | 1,44 | 1,4 | 1,27 | 1,42 | 1,54 | 1.43 | 1.4 | 1.5 | 1.41 | 1.39 | 1.32 |

Phase retour :
| Journée           | 20  | 21   | 22   | 23   | 24   | 25   | 26  | 27   | 28   | 29   | 30   | 31   | 32   | 33   | 34   | 35  | 36   | 37   | 38   |
| ----------------- | --- | ---- | ---- | ---- | ---- | ---- | --- | ---- | ---- | ---- | ---- | ---- | ---- | ---- | ---- | --- | ---- | ---- | ---- |
| Rang              | 9   | 10   | 9    | 9    | 9    | 9    | 10  | 10   | 10   | 9    | 7    | 7    | 7    | 7    | 7    | 7   | 7    | 7    | 7    |
| Résultat          | V   | N    | V    | V    | D    | V    | N   | N    | N    | V    | V    | V    | D    | V    | V    | D   | V    | V    | D    |
| Terrain           | E   | D    | E    | D    | E    | E    | D   | E    | D    | E    | D    | E    | D    | E    | D    | E   | D    | D    | E    |
| Points            | 28  | 29   | 32   | 35   | 35   | 38   | 39  | 40   | 41   | 44   | 47   | 50   | 50   | 53   | 56   | 56  | 59   | 62   | 62   |
| Moy. points/match | 1.4 | 1.38 | 1.45 | 1.52 | 1.46 | 1.52 | 1.5 | 1.48 | 1.46 | 1.52 | 1.57 | 1.61 | 1.56 | 1.61 | 1.65 | 1.6 | 1.64 | 1.68 | 1.63 |

Terrain : D = Domicile ; E = Extérieur
Résultat : D = Défaite ; N = Nul ; V = Victoire

#### Journées 1 à 5
Pour sa première en championnat, l'OL reçoit le promu Ajaccio en ouverture de la Ligue 1, et doit faire avec les absences de Moussa Dembélé, Jeff Reine-Adélaïde, Romain Faivre et Maxence Caqueret, blessés, et d'Henrique, suspendu. Avec trois recrues titularisées au coup d'envoi (Alexandre Lacazette, Johann Lepenant et Nicolás Tagliafico), les Lyonnais ouvrent le score à la 12e minute de jeu, Tetê étant à la conclusion d'un jeu en triangle impliquant aussi Lepenant et Lacazette. Dix minutes plus tard, Lyon obtient un penalty pour un contact entre Tetê et Avinel, qui avait été bien lancé en profondeur par Thiago Mendes. Lacazette transforme la sentence et inscrit son 101e but en Ligue 1, cinq années après le dernier. Cinq minutes après le deuxième but, Anthony Lopes maîtrise mal sa sortie aérienne et percute Mounaïm El Idrissy venu à sa rencontre à l'entrée de la surface. Le gardien lyonnais et exclu et un penalty est accordé aux Corses, transformé par Thomas Mangani face à Rémy Riou, entré en jeu et qui dispute alors son premier match sous les couleurs lyonnaises (il n'en avait pas joué lors de son premier passage au club entre 2005 et 2007). Juste avant la pause, l'ancien stéphanois Romain Hamouma est exclu pour un second avertissement après un coup de coude sur Paquetá. En seconde période, la plus grosse occasion est à mettre au compte des Ajacciens, mais Riou réalise une belle détente pour détourner la tentative de lob de Nouri en corner. Corentin Tolisso fait son retour sous le maillot de l'OL en compétition officielle à un quart d'heure du terme de la rencontre, qui se solde sur une victoire 2-1 de l'Olympique lyonnais.
Deux jours avant la tenue de la deuxième match de la saison en déplacement à Lorient, la rencontre est reportée par la Ligue en raison de l'état de la pelouse, abîmée par la sécheresse et par la tenue de l'annuel festival interceltique.
Sans Anthony Lopes, suspendu pour trois rencontres après son exclusion face à Ajaccio, l'OL reçoit Troyes, qui n'a toujours pas obtenu le moindre point après deux journées. Corentin Tolisso fait sa première apparition parmi les titulaires et Rémy Riou garde les buts lyonnais. Dès la troisième minute de jeu, Alexandre Lacazette profite d'une passe en retrait trop molle d'Adil Rami pour ouvrir le score. En fin de première période, l'ESTAC obtient un penalty pour une faute de Tagliafico sur Thierno Baldé, qui est transformé par Florian Tardieu. Seulement deux minutes après la reprise, l'OL reprend l'avantage grâce à Nicolás Tagliafico qui profite d'une reprise manquée de Tetê pour inscrire son premier but en Ligue 1 à bout portant. Les Gones inscrivent un nouveau but deux minutes plus tard par Tetê qui conclut une frappe de Paquetá ralentie par Gallon. À un quart d'heure du terme, l'ailier brésilien s'offre un doublé après une série de dribbles et une frappe au ras du poteau. L'Olympique lyonnais s'impose 4-1 après une seconde période bien plus convaincante que la première, et poursuit son sans faute en ce début de championnat.
En déplacement à Reims, contre qui ils n'ont gagné qu'une seul de leurs huit dernières confrontations, les Lyonnais se présentent sans Lucas Paquetá, en instance de transfert à West Ham qu'il ralliera le lendemain. Ce sont les Rémois qui ouvrent le score à la 24e minute de jeu, Junya Ito reprenant victorieusement de la tête un centre de Maxime Busi. L'Olympique lyonnais réalise une partie de qualité médiocre, et profite de l'exclusion de Dion Lopy pour un tacle par derrière sur Lacazette pour revenir dans le match. À quatre minutes du terme, deux joueurs sortis du banc permettent à l'OL d'égaliser : Moussa Dembélé marque de la tête après un bon travail de Rayan Cherki. Dembélé, qui a manqué les deux premiers matchs de la saison pour blessure,  est ainsi buteur lors de ses huit derniers matchs avec les couleurs lyonnaises, égalant un record de Sonny Anderson datant de 2001. Dans le temps additionnel, Karl Toko-Ekambi manque d'arracher la victoire, et Lyon perd ses deux premiers points de la saison,.
Face au promu auxerrois, les Lyonnais se présentent avec la composition habituelle, et la présence de Romain Faivre au poste de milieu offensif laissé vacant par Paquetá. Karl Toko-Ekambi se procure la première occasion du match mais bute sur Benoît Costil. Alexandre Coeff sauve ensuite sur la ligne la tentative de piqué de Lacazette. À la demi-heure de jeu, l'OL ouvre le score à la suite d'un centre de Toko-Ekambi repris par Tetê au second poteau. En tout début de seconde période, Rémy Riou remporte un face à face devant Nuno Da Costa. Un but de Lacazette est refusé en raison d'une position de hors-jeu de Tetê. À la 70e minute de jeu, Karl Toko-Ekambi double la mise en reprenant un corné tiré par Rayan Cherki. Dix minutes plus tard, après un corner pour l'OL, les Auxerrois se retrouvent en position idéale de contre, et l'ancien lyonnais Gaëtan Perrin sert Mathias Autret qui réduit l'écart. En toute fin de match, Riou s'emploie pour détourner la frappe de Perrin, et permet à l'Olympique lyonnais de conserver son avantage. Les joueurs de Peter Bosz remportent ainsi leur troisième succès à domicile en autant de matchs.

#### Journées 6 à 10, et journée 2
Pour son premier match de septembre, Lyon reçoit Angers, dirigé par l'ancien entraîneur adjoint de l'OL, Gérald Baticle, et qui n'a toujours pas remporté sa première victoire cette saison. Karl Toko-Ekambi ouvre le score face à son ancienne équipe à la demi-heure de jeu, d'une demi-volée croisée. Quelques minutes plus tard, Alexandre Lacazette double la mise en reprenant de la tête un centre de Gusto. Après deux autres buts de Lacazette refusés pour hors-jeu, les Lyonnais plient le match à l'heure de jeu grâce au second but de Toko-Ekambi, qui reprend un centre dévié de Gusto. Castello Lukeba marque sur corner trois minutes plus tard. En fin de match, Moussa Dembélé, entré en jeu à l'heure de jeu, conclut le festival offensif en marquant après un long raid solitaire.
En milieu de semaine, les Lyonnais se déplacent à Lorient afin de rattraper le match reporté dans le cadre de la deuxième journée. Dès la sixième minute de jeu, Thiago Mendes commet la faute sur Dango Ouattara à l'entrée de la surface, et Enzo Le Fée marque sur coup franc direct. Après une relance manquée des Lorientais, Tetê décale Alexandre Lacazette qui ajuste le gardien adverse pour égaliser. Peu de temps après, Mendes tergiverse sur un ballon en profondeur et perd le ballon devant Ouattara, qui sert Terem Moffi qui inscrit le deuxième but des Merlus. Peter Bosz opère trois changements à la pause, mais ce sont les joueurs de Régis Le Bris qui creusent l'écart en début de seconde mi-temps, Dango Ouattara reprenant victorieusement un centre de Gédéon Kalulu. En fin de match, le gardien lorientais Yvon Mvogo repousse une tête de Tagliafico, et les Lyonnais subissent leur première défaite de la saison.
L'Olympique lyonnais se déplace à Monaco, où Krépin Diatta lance les hostilités en trouvant le poteau de Lopes au quart d'heure. La minute suivant, la tête d'Embolo est captée par le portier lyonnais. En fin de première période, Lacazette décale Tetê qui ne parvient pas à cadrer à bout pourtant. Lacazette perd un face à face contre Alexander Nübel, avant que, quelques minutes plus tard, les Monégasques ouvrent le score à la suite d'un corner botté par Caio Henrique à destination de la tête de Benoît Badiashile qui devance Thiago Mendes. Par la suite, les Asémistes doublent la mise sur un nouveau coup de pied arrêté de Caio Henrique, un coup franc repris victorieusement de la tête par Guillermo Maripán. À dix minutes du terme, Rayan Cherki centre à destination de Karl Toko-Ekambi qui ramène les Lyonnais à un but de leur adversaire. Moussa Dembélé bute sur Nübel qui réalise un arrêt de la tête, et l'OL concède un second revers de rang,.
Lyon reçoit ensuite le Paris Saint-Germain, leader du championnat, dans un Groupama Stadium garni de 58 230 spectateurs, la plus grosse affluence de l'histoire du stade pour un match de l'OL. Dès la cinquième minute de jeu, Lionel Messi ouvre le score après un une-deux avec Neymar. Alexandre Lacazette rate ensuite l'égalisation, son coup de tête ne trouvant pas le cadre de Donnarumma. Sur la première attaque de la seconde période, Messi pqiue le ballon devant Anthony Lopes et Castello Lukeba empêche de la tête et sur sa ligne le second but de la rencontre. Par la suite, Lopes s'illsutre en sortant trois parades décisives devant Neymar puis Messi par deux fois, dont un coup franc de l'Argentin brillement repoussé. Les Lyonnais s'inclinent un but à zéro, et enchaînent leur troisième défaite consécutive,.
Les Lyonnais se déplacent au Stade Félix-Bollaert après trois défaites consécutives. En première période, Alexandre Lacazette voit sa frappe déviée par un Lensois puis s'écraser sur la barre transversale. La plus grosse occasion des 45 premières minutes est à mettre au compte de Facundo Medina qui se heurte à la sortie d'Anthony Lopes après une contre-attaque. En seconde mi-temps, les joueurs de Franck Haise multiplient les occasions, et David Pereira da Costa envoie sa reprise dans les tribunes, puis Jimmy Cabot trouve le poteau d'une frappe lointaine. À dix minutes du terme, Thiago Mendes touche le ballon de la main sur un coup-franc et concède un penalty, transformé par Florian Sotoca. Les Lyonnais s'inclinent 1-0 et enchaînent quatre défaites en championnat pour la première fois depuis 30 ans et la saison 1990-1991.
L'OL reçoit le Toulouse FC avec pour but de se relancer après quatre défaites consécutives. Dès la deuxième minute de jeu, après une belel combinaison collective, Tetê voit sa frappe, déviée par Kévin Keben, faire trembler les filets adverses. À l'approche de la pause, Corentin Tolisso met à contribution Maxime Dupé sur corner puis Stijn Spierings trouve la barre transversale d'une tentative de loin. Après vingt minutes de jeu en seconde période, Rafael Ratão égalise après que le ballon lui soit revenu dessus à la suite d'une incursion toulousaine dans la surface. En fin de match, Jeff Reine-Adélaïde ne parvient pas à arracher la décision, et l'Olympique lyonnais partage les points avec son adversaire. Deux jours plus tard, l'entraîneur Peter Bosz est mis à pied et est remplacé par Laurent Blanc.

#### Journées 11 à 15
Pour la première de Laurent Blanc, les Lyonnais se déplacent sur la pelouse du Stade rennais dirigé par Bruno Génésio. Après plusieurs occasions bretonnes, l'OL ouvre la marque par une tête d'Alexandre Lacazette sur un centre de Nicolás Tagliafico. L'ancien Lyonnais Martin Terrier égalise de la tête après à un centre lointain de Benjamin Bourigeaud. Dès le début de la seconde période, Amine Gouiri, formé à Lyon, conclut de près après un centre fort de Lorenz Assignon. Sur un nouveau centre de Tagliafico, le ballon est repoussé par Mandanda dans les pieds de Lacazette qui égalise. Cinq minutes plus tard, Terrier marque à nouveau de la tête à la suite d'un centre d'Adrien Truffert. L'OL enchaîne alors son sixième match consécutif sans victoire,.
Au Stade de la Mosson à Montpellier, les joueurs lyonnais dominent le début de rencontre et ouvrent le score par l'intermédiaire d'Houssem Aouar. En seconde période, Elye Wahi égalise d'un ciseau acrobatique. Par la suite, Sinaly Diomandé et Stephy Mavididi sont exclus après une échauffourée. À la dernière minute de la partie, Alexandre Lacazette permet aux Gones d'arracher la victoire d'une frappe puissante du pied gauche.
Ensuite, l'Olympique lyonnais reçoit le LOSC, qu'il n'a pas battu à domicile depuis octobre 2014. Après une demi-heure, en contre-attaque, le ballon piqué de Jonathan David au-dessus d'Anthony Lopes échoue sur la barre transversale. Contre le cours du jeu, l'OL inscrit l'unique but de la rencontre grâce à Alexandre Lacazette, bien servi par Nicolás Tagliafico. Les Lyonnais reviennent alors à un point de leur adversaire du soir.
Les joueurs de Laurent Blanc se déplacent à Marseille pour disputer l'Olympico. La première grosse occasion est à mettre au compte des phocéens, le centre d'Amine Harit étant sauvé de justesse par Nicolás Tagliafico devant Alexis Sánchez. Peu avant la pause, Samuel Gigot ouvre le score à la suite d'un corner. En seconde période, les Lyonnais se montrent plus entreprenants mais ne parviennent pas à égaliser. En fin de rencontre, Anthony Lopes remporte son face-à-face avec Mattéo Guendouzi, et les dernières occasions lyonnaises ne sont pas concrétisées. Lyon renoue alors avec la défaite.
Pour le dernier match avant la trêve en raison de la Coupe du monde, les Lyonnais affrontent Nice au Groupama Stadium, pour un match qui voit Karim Benzema présenter son Ballon d'or aux supporters lyonnais à la pause. En première période, les Azuréens obtiennent un penalty pour une frappe déviée de la main par Nicolás Tagliafico. Le penalty de Nicolas Pépé est repoussé par Anthony Lopes mais est donné à retirer pour une position jugée ilicite du gardien lyonnais. Cette fois, Pépé ne tremble pas pour battre Lopes et ouvrir le score. En fin de match, l'OL obtient un penalty généreux pour une faute de Dante sur Alexandre Lacazette. L'ancien Gunner transforme la sentence devant les fumigènes des Bad Gones, qui fêtent leur 35e annviersaire. Les deux formations se tiennent en échec, et Lyon passe la trêve à la 8e place.